# Municipio de Hempfield (condado de Westmoreland)
El municipio de Hempfield (en inglés: Hempfield Township) es un municipio ubicado en el condado de Westmoreland en el estado estadounidense de Pensilvania. En el año 2000 tenía una población de 40,721 habitantes y una densidad poblacional de 205 personas por km².

## Geografía
El municipio de Hempfield se encuentra ubicado en las coordenadas 40°20′00″N 79°29′29″O / 40.33333, -79.49139.

## Demografía
Según la Oficina del Censo en 2000 los ingresos medios por hogar en la localidad eran de $42,288 y los ingresos medios por familia eran $52,440. Los hombres tenían unos ingresos medios de $39,001 frente a los $25,838 para las mujeres. La renta per cápita para la localidad era de $21,839. Alrededor del 6,0% de la población estaban por debajo del umbral de pobreza.